# Agung Mulyadi
Agung Mulyadi (sinh Ngày 23 tháng 3 năm 1997) là một cầu thủ bóng đá người Indonesia hiện tại thi đấu cho Persib Bandung ở Liga 1.

## Sự nghiệp
Anh có màn ra mắt ở Liga 1 ngày 7 tháng 5 năm 2017 trước Persipura Jayapura.